# Romneyloods

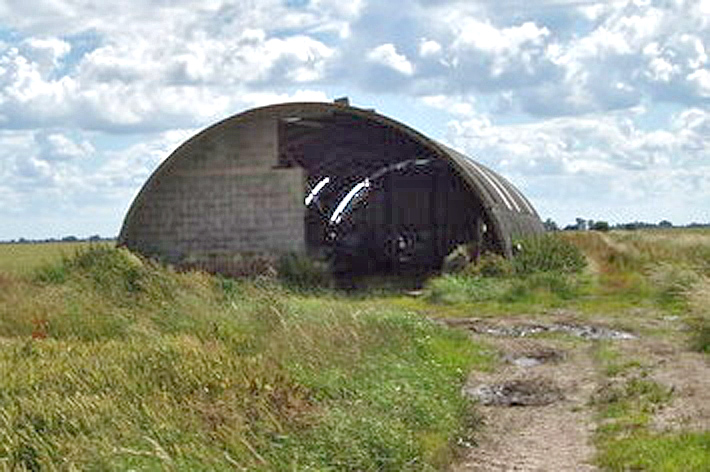
Romneyloods

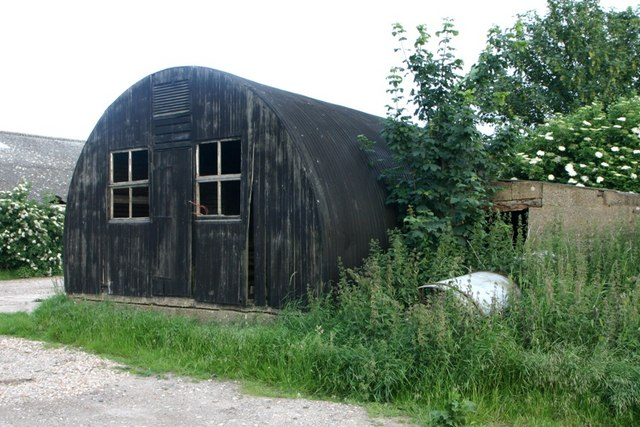
Romneyloods

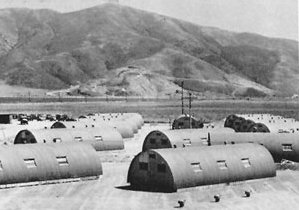
Quonsetloodsen

Een romneyloods is een type loods dat in het Verenigd Koninkrijk wordt geproduceerd. Het is een doorontwikkelde variant van de nissenhut die tijdens de Eerste Wereldoorlog werd uitgevonden maar vooral op grote schaal gebouwd werd als noodonderkomen in de Tweede Wereldoorlog. De Amerikaanse variant van deze loods is de quonsetloods. De Romneyloods is vernoemd naar een van de eerste producenten.

## Eigenschappen
De romneyloods is geprefabriceerd en heeft de vorm van een liggende halve cilinder. Daardoor is hij ter plaatse eenvoudig door een paar mensen op te zetten en weer af te breken. Hij bestaat uit een aantal gebogen spanten, waarover gegolfd staalplaat is gelegd. Aan de binnenzijde wordt vaak isolatiemateriaal aangebracht. De uiteinden van de loods bestaan vaak eveneens uit golfplaat, maar er worden ook wel andere materialen voor gebruikt. De toegang tot de loods bestaat uit een tweetal schuifdeuren aan een uiteinde of twee openzwaaiende deuren, maar er zijn ook varianten waarbij aan de zijkant een deur is gemaakt.
Delen van het dak kunnen worden vervangen door golfplaat van transparant kunststof, om zonlicht toe te laten.
Door het relatief lage gewicht van de constructie hoeft hij niet of nauwelijks gefundeerd te worden: een aantal spoorbielzen of grote betontegels zijn vaak voldoende.
Romneyloodsen worden gemaakt in vele maten en kunnen ook aaneengeschakeld worden.

## Toepassingen
De loods kent zeer veel verschillende toepassingen. Aanvankelijk werd hij ontwikkeld voor militair gebruik, maar na de Tweede Wereldoorlog werd hij op vele manieren civiel ingezet.
De belangrijkste toepassing is het goedkoop en snel verschaffen van een tijdelijk onderdak. Dat kan zijn voor een werkplaats, opslag, een stalling voor vee, een veldhospitaal, tijdelijke huisvesting na een ramp of tijdens een verbouwing, een sporthal, een tijdelijke tentoonstelling etc.

## Trivia
Dit type loods kreeg in 1983 bekendheid doordat Freddy Heineken en zijn chauffeur Ab Doderer tijdens hun ontvoering gevangen gehouden werden in een romneyloods in het Amsterdams westelijk havengebied.